# Flensburg
Flensburg (dánsky Flensborg, dolnoněmecky Flensborg, severofrísky Flansborj) je město na severu Německa ve spolkové zemi Šlesvicko-Holštýnsko asi 7 km od dánských hranic. Žije tu přibližně 88 000 obyvatel a můžeme tu najít univerzitu s přístavem; čili město žije hlavně z turismu, studentů a německého námořnictva.

## Flensburgské městské obvody
- Flensburger Innenstadt (nebo Altstadt)
- Engelsby
- Friesischer Berg
- Fruerlund
- Jürgensby
- Mürwik
- Neustadt
- Nordstadt
- Sandberg
- Südstadt
- Tarup
- Weiche
- Westliche Höhe.

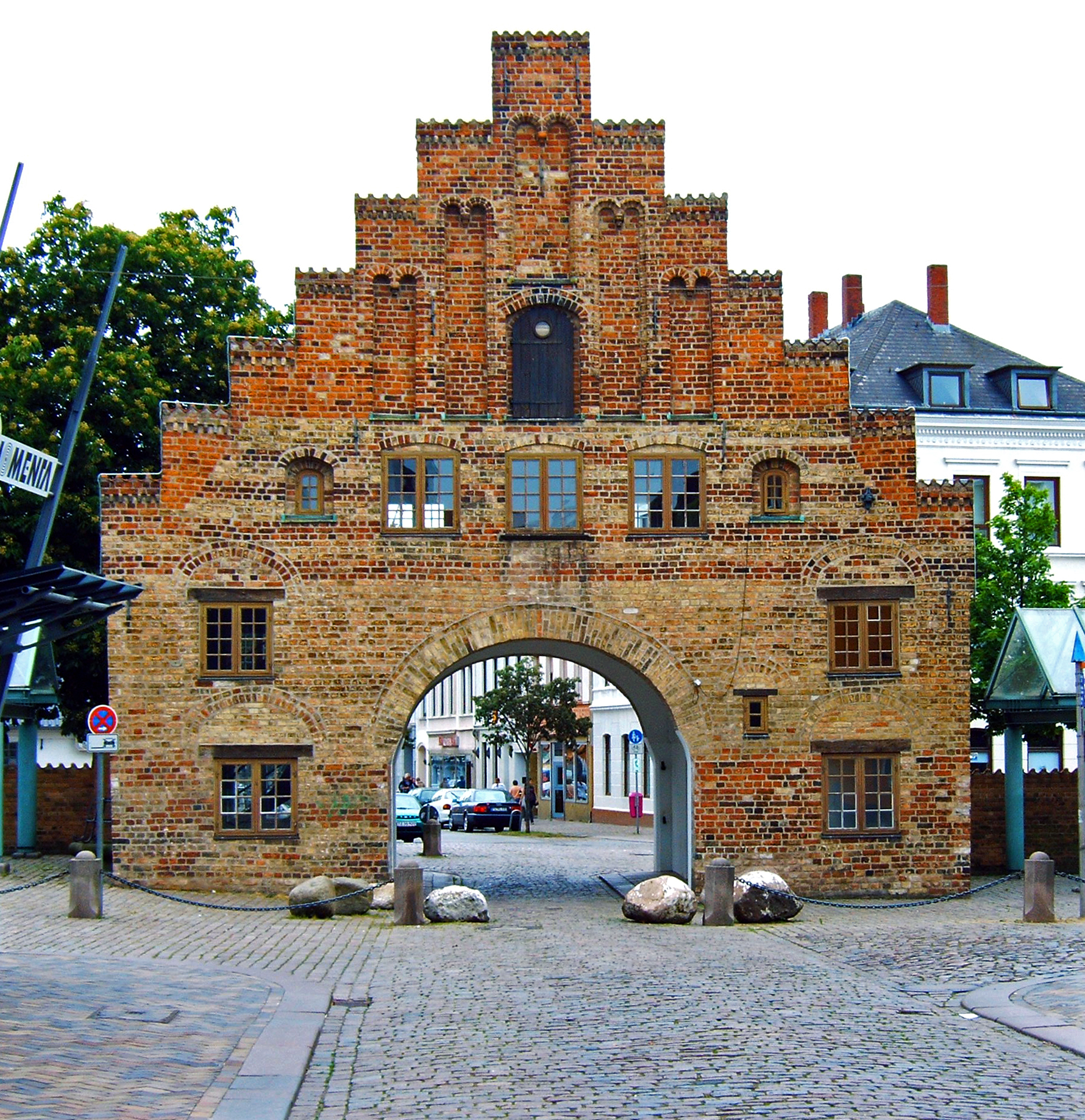
Nordertor
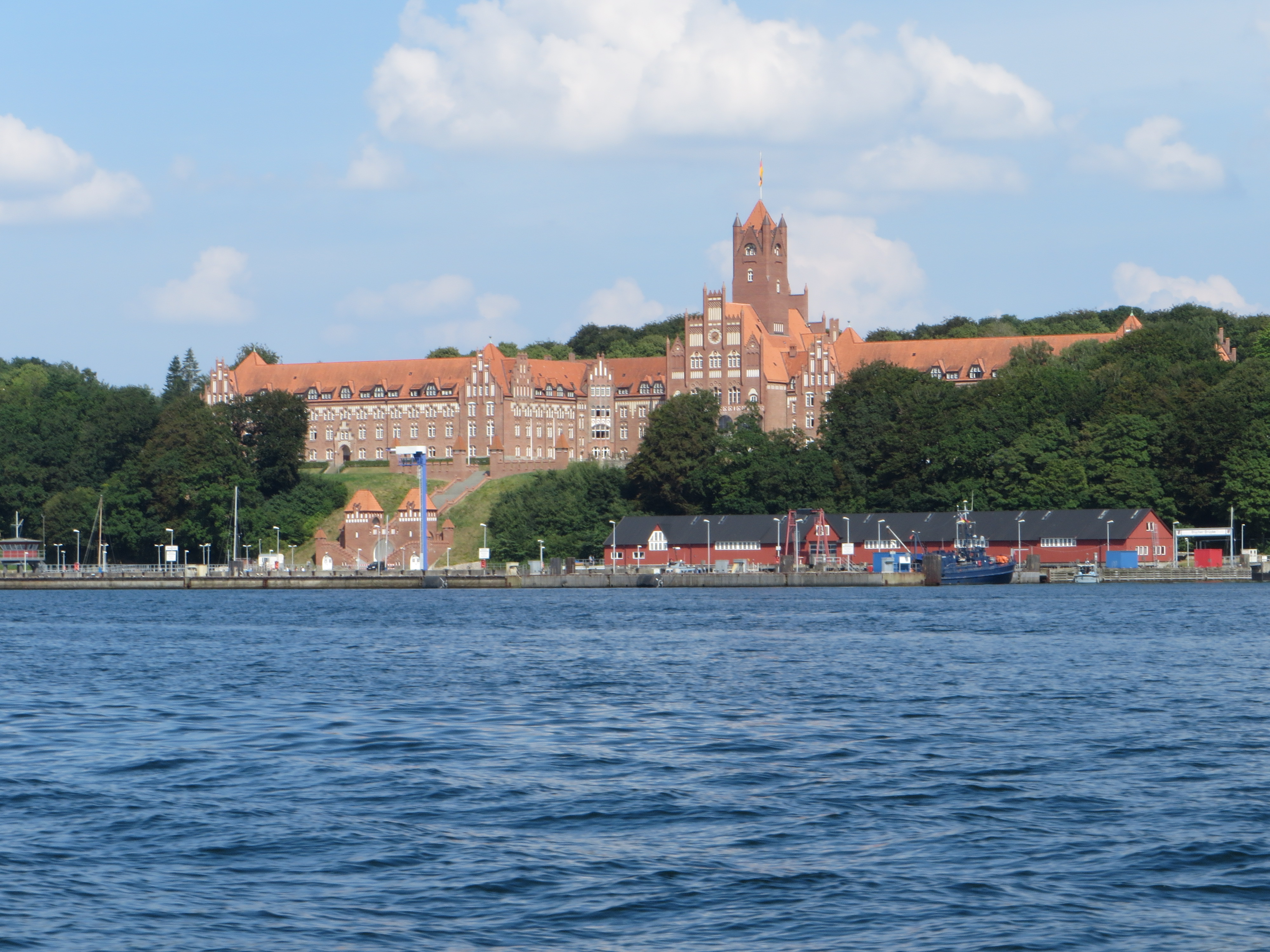
Marineschule Mürwik
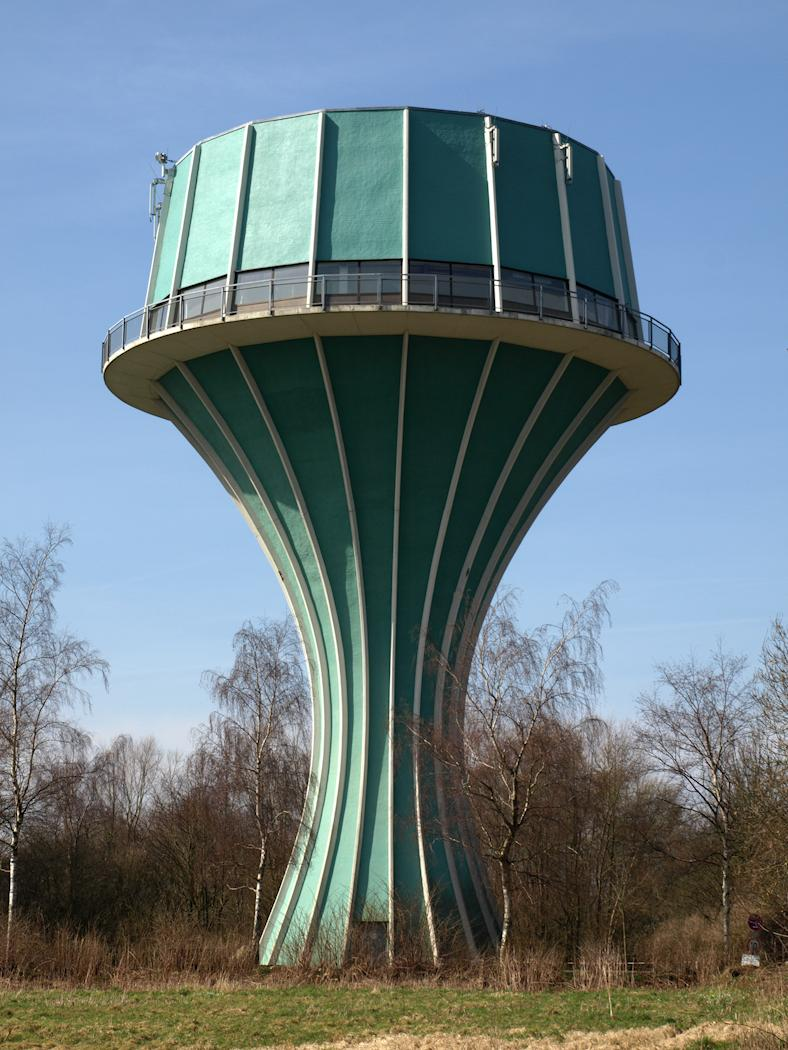
Mürwiker Wasserturm
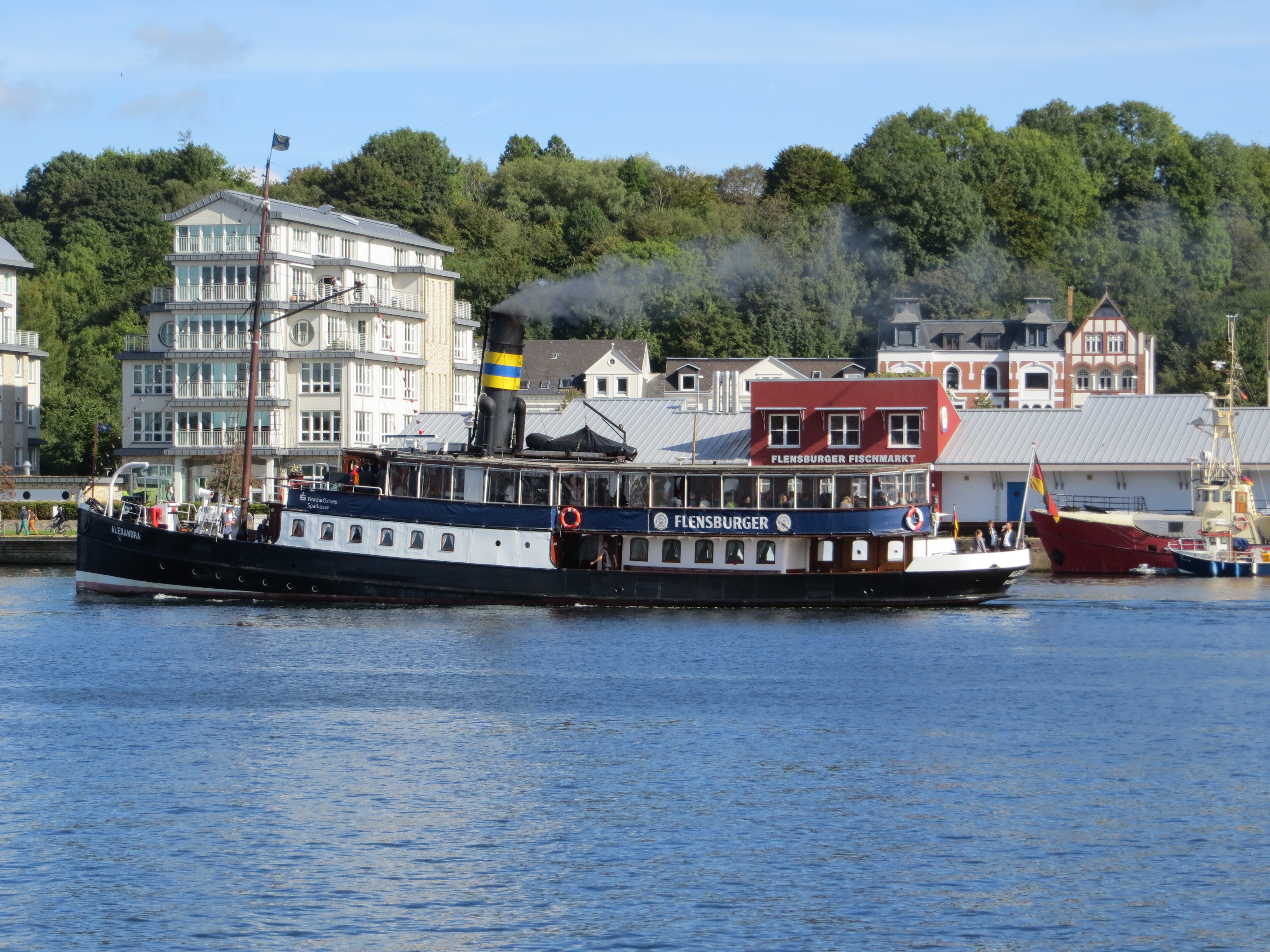
Alexandra
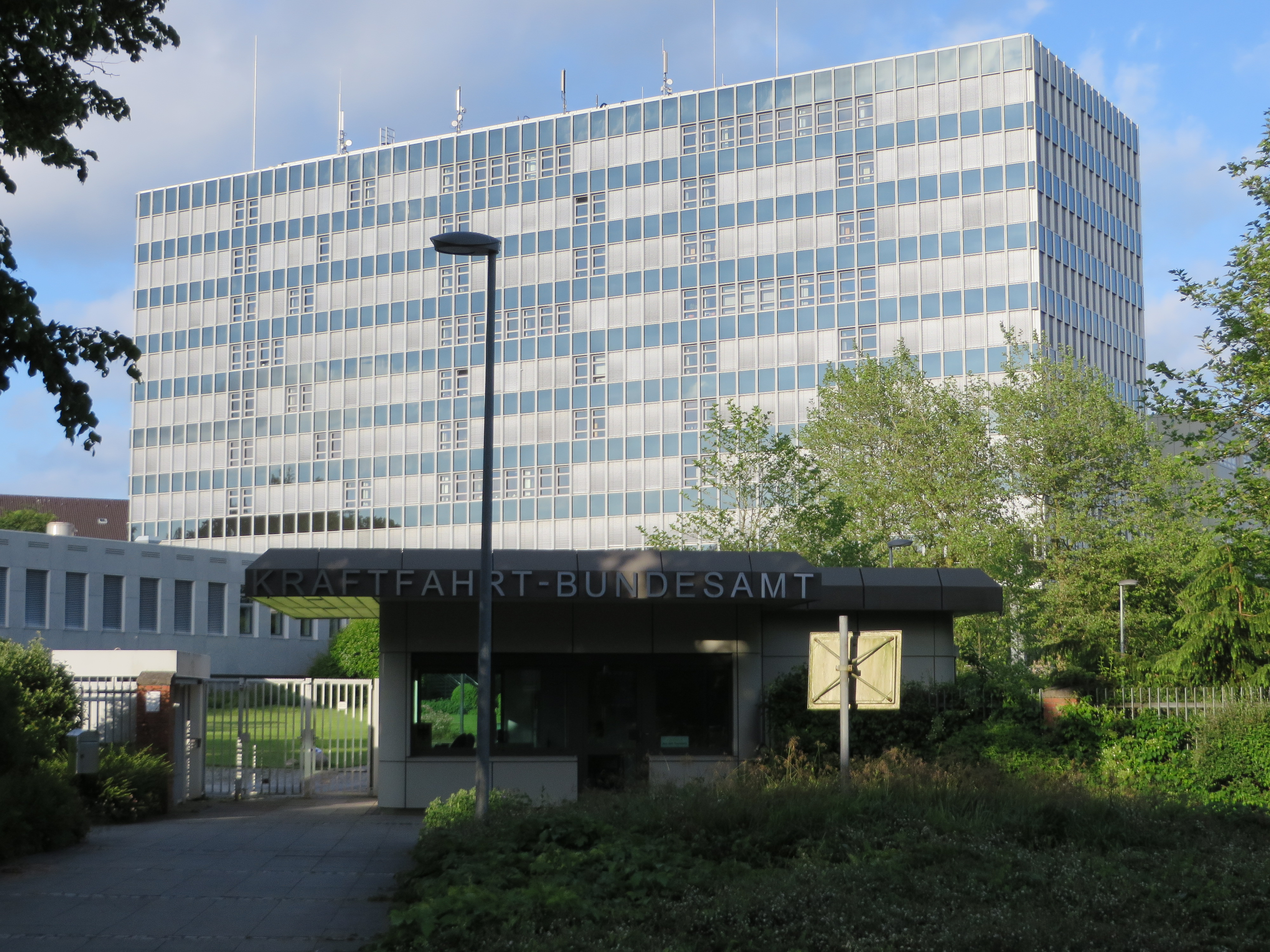
KBA